# جو أنتوني
جو أنتوني (بالإنجليزية: Joe Cash)‏ هو متزلج مائي ‏ أمريكي، ولد في 25 مايو 1937 في شيلبيفيل في الولايات المتحدة، وتوفي في 13 يوليو 1967.